# Mangelia secreta
Mangelia secreta é uma espécie de gastrópode do gênero Mangelia, pertencente a família Mangeliidae.